# Ficus minahassae
Ficus minahassae là một loài thực vật có hoa trong họ Moraceae. Loài này được (Teijsm. & Vriese) Miq. mô tả khoa học đầu tiên năm 1867.